# Orcelite
La orcelite è un minerale.